# Lettres à sa mère
Datées de 1910 à 1936, ces lettres, les plus belles sans doute de toute sa correspondance, révèlent un aspect méconnu de l'œuvre de Saint-Exupéry. Elles sont un précieux témoignage du tendre amour qu'il éprouvait pour sa mère, être d’exception, figure rassurante, refuge et consolation, le « réservoir de paix » dans lequel il puise « aux minutes lourdes »: « Vous êtes ce qu'il y a de meilleur dans ma vie. J'ai ce soir le mal du pays comme un gosse ! (…) C'est vrai que vous êtes la seule consolation quand on est triste ».
Au travers de ses lettres, on découvre un jeune homme toujours insatisfait, cherchant un sens à la vie, regrettant son enfance choyée si souvent évoquée: « (...) rien qu’en m’embrassant, vous faisiez tout oublier. On se sentait en sécurité dans votre maison, on n’était rien qu’à vous, c’était bon ».
Son cafard, son ennui, ses expériences d'homme, tout ce qu'il entreprend (ses poèmes, ses dessins), il les partage avec sa mère. Une mère artiste, aux jugement pertinents, qui sans cesse l'encourage, le rassure, elle qui a surmonté tant de chagrins (elle est veuve à 28 ans).
Ces chagrins (la mort de son frère François et de sa sœur Marie-Madeleine) vont rendre plus fusionnelle encore leur relation (« Ma petite maman, vous pouvez compter désormais doublement sur mon amour. Mais aucun enfant ne peut remplacer un enfant perdu ») et faire de Saint-Exupéry un vrai chef de tribu. À sa mère et à ses sœurs comme à ses pilotes plus tard, il prodiguera la même surprotection: « Et quand mes avions partent, c'est comme mes poussins. Et je suis inquiet jusqu'à ce que la TSF m'ait annoncé leur passage à l'escale suivante (...) Et je suis prêt à partir à la recherche des égarés ».